# Zonska nogometna liga Karlovac 1953./54.

## Tablice
| Mj. | Klub                       | Sus. | Pobj. | Ner. | Por. | GR. | Bod. |
| --- | -------------------------- | ---- | ----- | ---- | ---- | --- | ---- |
| 1.  | NK Tekstilac Duga Resa     | 13   |       |      |      |     |      |
| 2.  | NK Jedinstvo Velika Švarča | 13   |       |      |      |     |      |
| 3.  | NK Korana Turanj           | 13   |       |      |      |     |      |
| 4.  | NK Radnik Karlovac         | 13   |       |      |      |     |      |
| 5.  | NK Korana Slunj            | 13   |       |      |      |     |      |
| 6.  | NK Jedinstvo Vrginmost     | 13   |       |      |      |     |      |
| 7.  | NK Petrova gora Vojnić     | 13   |       |      |      |     |      |
| 8.  | NK Sloga Draganić          | 7 ↓1 |       |      |      |     |      |